# Edmonton Capitale

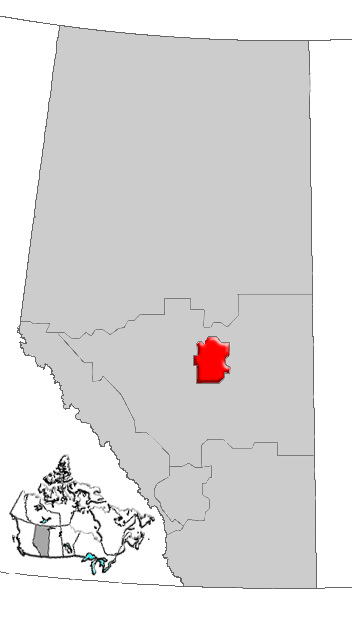
Région d'Edmonton Capitale

La région d'Edmonton Capitale (en anglais : Edmonton Capital Region ou ECR) est une région métropolitaine de recensement de la province canadienne d'Alberta comprenant notamment la grande ville (city) d'Edmonton.

## Démographie
| 2001    | 2006      | 2011      | 2016      |
| ------- | --------- | --------- | --------- |
| 937 845 | 1 034 945 | 1 159 869 | 1 321 426 |